# Busuu
Busuu — це платформа для вивчення мов в Інтернеті та на iOS і Android, яка дає користувачам змогу взаємодіяти з носіями мови.
Курси доступні 12 мовами: англійською, іспанською, французькою, німецькою, італійською, португальською, російською, польською, турецькою, арабською, японською та китайською. Учні вибирають одну або кілька з цих мов і виконують уроки самостійно, вивчаючи лексику й граматику. Після цього вони можуть практикувати свої знання в усних або письмових розмовах із носіями мови в спільноті Busuu.

## Мова бусуу
Busuu названо на честь зникаючої мови бусуу, якою розмовляють у Камеруні. Згідно з етнологічним дослідженням, проведеним у 1986 році, у той час говорити цією мовою вміли лише вісім осіб; у 2005 році — троє.
ISO-код мови бусуу — BJU.
У 2010 році компанія Busuu, аби заохотити людей вивчати мову бусуу за допомогою додатка Busuu, розробила короткий мовний курс.

## Історія
Компанію Busuu заснували в травні 2008 року Бернгард Ніснер (Bernhard Niesner) та Адріан Хілті (Adrian Hilti). Компанія запустила безкоштовну версію свого вебсайту й відкрила свій перший офіс у Мадриді.
У 2009 році на платформі з'явилося платне преміум-членство, у рамках якого користувачеві надається доступ до всіх її можливостей, а у 2010 році було випущено перший мобільний додаток Busuu.
Після завершення раунду серії A в обсязі 3,5 млн євро, отриманих у 2012 році від PROfounders Capital і приватних інвесторів, Busuu покращила функціонування платформи і збільшила свою частку на світовому ринку. Того ж року компанія перемістила свої офіси та працівників до Лондона. Відтоді головний офіс Busuu залишається в Лондоні.
У квітні 2014 року, аби дати своїм користувачам змогу підтверджувати свою кваліфікацію й отримувати сертифікат gSET щодо володіння англійською мовою, компанія Busuu почала співпрацювати з освітньою компанією Pearson.
У травні 2016 року компанія запустила Busuu for Organisations — платформу вивчення мов для університетів і підприємств. За допомогою цієї платформи організації можуть надати своїм студентам або працівникам доступ до Busuu Premium. Платформа дає змогу переглядати прогрес учня й використовувати додаток упродовж тривалого часу. Для таких організацій, як Uber, були розроблені спеціалізовані курси. Вони містили уроки з розбором специфічних ситуацій, у які міг потрапити водій Uber, що розвозить пасажирів.
У 2016 році компанія Busuu стала партнером Асистента Google Home, запропонувавши уроки іспанської мови, що активувалися голосом. У 2017 році вона випустила додаток віртуальної реальності для вивчення іспанської, доступний для Oculus Gear і Oculus Go, а у 2018 році випустила тест на розуміння для платформи Amazon Alexa.
У грудні 2017 року на сайті Busuu є налічувалося понад 80 мільйонів зареєстрованих членів спільноти.
29 листопада 2021 року компанія Chegg, яка працює у сфері освітніх технологій, оголосила, що на початку 2022 року вона придбає Busuu приблизно за 436 млн дол. США (385 млн євро).
У березні 2022 року компанія Busuu, аби підтримати українців, які постраждали від російської агресії в Україні, зробила всі преміум-функції своєї платформи безкоштовними для українців на 90-денний термін.

## Концепція

### Мовні курси
Busuu заохочує самостійне вчення мови, застосовуючи комунікативні елементи соціального навчання. Через свій вебсайт і мобільний додаток Busuu пропонує безкоштовний і преміальний доступ до 12 мовних курсів, поданих 15 мовами інтерфейсу.
Busuu пропонує курси, засновані на Загальноєвропейських рекомендаціях із мовної освіти (CEFR) на рівнях A1, A2, B1 і B2. Матеріал для вивчення поділяється на уроки, розподілені за темами, кожен із яких ґрунтується на загальних розмовних сценаріях. Уроки містять вправи на словниковий запас і граматику, вимову, інтерактивні вікторини та розмовні заняття з носіями мови, які є членами спільноти Busuu.
Щоб учні мали змогу вивчати мову на прикладах її використання в реальному житті, у 2019 році компанія Busuu почала випускати уроки із залученням контенту третіх сторін — з відео й статтями з видань «Нью-Йорк таймс» і «Економіст».
Завдяки співпраці з компанією McGraw-Hill Education учні мають можливість отримати свідоцтво про завершення курсу вивчення мови на рівнях від початкового A1 до проміжного B2 англійською, іспанською, французькою, німецькою, італійською та португальською мовами. Тести орієнтовані на вміння підтримувати діалог, розуміння та практичні навички.
Передбачено вільний доступ до всіх курсів і платний — до преміум-функцій. Вказівки щодо граматики, вимови й письма, періодичне повторення лексикону та інші можливості, зокрема режим роботи в офлайні, доступні лише тим, хто оплачує преміум-функції.

### Спільнота
Платформа Busuu заохочує колективне навчання, надаючи членам спільноти можливість практикувати свої навички письма й говоріння шляхом спілкування з носіями мов, які вони вивчають. Усі учні виправляють роботу один одного. Вони можуть спілкуватися голосовими записами або в текстовому чаті. Завдяки цьому кожен користувач Busuu одночасно вивчає іноземну мову сам і навчає інших мов, якою сам володіє.

## Академічні дослідження
У 2016 році дослідники з Міського університету Нью-Йорка та Університету Південної Кароліни провели дослідження ефективності курсів Busuu. Виявилося, що вивчення мови з використанням Busuu Premium упродовж 22 годин відповідає приблизно одному семестру коледжу.
Пізніше, у 2016 році, компанія Busuu співпрацювала зі старшим лектором Відкритого університету з метою дослідити поведінку учнів під час навчання. 82 % учнів підтвердили, що Busuu допоміг їм поліпшити знання мови.

## Нагороди[22]
У 2008 році компанія Busuu отримала нагороду від проєкту HELp. А завдяки сприянню порятунку мови сільбо гомеро вона отримала «Срібного лева».
У 2009 році проєкт був номінантом премій TechCrunch і Premios de Internet, а також виграв European Language Label як один з інноваційних проєктів у галузі вивчення мов.
У 2011 році Busuu отримала нагороду TechCrunch у номінації «Найкращі програми у сфері освіти».
У листопаді 2012 року в Німеччині Busuu виграла приз Seven Ventures Pitch Day вартістю 4 мільйони євро.
У 2014 році Busuu отримала нагороду Edtech Innovator.
У 2015 році Google Play назвав Busuu найкращим додатком року.
У 2016 році Busuu виграла премію Bloomberg Innovator.